# Oleria amazona
Oleria amazona är en fjärilsart som beskrevs av Richard Haensch 1905. Oleria amazona ingår i släktet Oleria och familjen praktfjärilar. Inga underarter finns listade i Catalogue of Life.